# Eudora (Arkansas)
Eudora – miasto w Stanach Zjednoczonych, w stanie Arkansas, w hrabstwie Chicot.